# Bogosort
Bogosort (от амер. комп. жарг. bogus — неработоспособный, нефункциональный, бесполезный) — неэффективный алгоритм сортировки, используемый только в образовательных целях и противопоставляемый другим, более реалистичным алгоритмам. Bogosort является частным случаем алгоритма Лас-Вегас.
Существуют две версии этого алгоритма: детерминированная версия, которая перебирает все перестановки до тех пор, пока не будет получен отсортированный массив, и случайная версия, которая случайным образом переставляет свои входные данные.
Если этот алгоритм использовать для сортировки колоды карт, то сначала в нём нужно проверить, лежат ли все карты по порядку, и если не лежат, то случайным образом перемешать её, проверить лежат ли теперь все карты по порядку, и повторять процесс, пока не отсортируется колода.
Среднее время работы алгоритма:
{\displaystyle O\left(n\cdot \sum _{i=1}^{\infty }{\frac {i}{n!}}\cdot \left(1-{\frac {1}{n!}}\right)^{i-1}\right)=O(n\cdot n!).}

## Пример реализации
Далее приведена реализация такого алгоритма на языке C++, причём такая реализация является примером недетерминированного (случайного) алгоритма:
```
#include
 
<utility>

bool
 
correct
(
int
 
*
arr
,
 
int
 
size
)
 
{

    
while
 
(
--
size
 
>
 
0
)

        
if
 
(
arr
[
size
 
-
 
1
]
 
>
 
arr
[
size
])

            
return
 
false
;

    
return
 
true
;

}

void
 
shuffle
(
int
 
*
arr
,
 
int
 
size
)
 
{

    
for
 
(
int
 
i
 
=
 
0
;
 
i
 
<
 
size
;
 
++
i
)

        
std
::
swap
(
arr
[
i
],
 
arr
[(
rand
()
 
%
 
size
)]);
 

}

void
 
bogoSort
(
int
 
*
arr
,
 
int
 
size
)
 
{

    
while
 
(
!
correct
(
arr
,
 
size
))

        
shuffle
(
arr
,
 
size
);

}

```

## Производительность
| Кол-во элементов | Среднее время |
| ---------------- | ------------- |
| 1                | 1 с           |
| 2                | 4 с           |
| 3                | 18 с          |
| 4                | 96 с          |
| 5                | 10 мин        |
| 6                | 1,2 ч         |
| 7                | 9,8 ч         |
| 8                | 3,7 сут       |
| 9                | 37,8 сут      |
| 10               | 1,15 лет      |
| 11               | 13,9 лет      |
| 12               | 182 года      |

| Кол-во элементов | Среднее время |
| ---------------- | ------------- |
| 10               | 0,0037 с      |
| 11               | 0,045 с       |
| 12               | 0,59 с        |
| 13               | 8,4 с         |
| 14               | 2,1 мин       |
| 15               | 33,6 мин      |
| 16               | 9,7 ч         |
| 17               | 7,29 сут      |
| 18               | 139 сут       |
| 19               | 7,6 лет       |
| 20               | 160 лет       |